# Callichroma omissum
Callichroma omissum là một loài bọ cánh cứng trong họ Cerambycidae.